# Frankie Faison
Frankie Russel Faison (ur. 10 czerwca 1949 w Newport News) – amerykański aktor filmowy, telewizyjny i teatralny.

## Filmografia

### filmy fabularne
- 1980: Nieustające wakacje (1980) jako Człowiek w holu
- 1981: Ragtime jako członek gangu nr 1
- 1982: A Little Sex jako elektryk
- 1982: Ludzie-koty jako detektyw Brandt
- 1982: Hokus Pokus, czyli ważna sprawa jako policjant kierowca
- 1984: C.H.U.D. jako sierżant Parker
- 1984: Tępiciel 2 (Exterminator 2) jako Be Gee
- 1986: Skarbonka (The Money Pit) jako James
- 1986: Maksymalne przyspieszenie (Maximum Overdrive) jako Handy
- 1986: Łowca (Manhunter) jako porucznik Fisk
- 1988: Książę w Nowym Jorku (Coming to America) jako Landlord
- 1988: Missisipi w ogniu (Mississippi Burning) jako piewca
- 1989: Rób, co należy (Do the Right Thing) jako Coconut Sid
- 1990: Wesele Betsy (Betsy's Wedding) jako Zack Monroe
- 1991: Miasto nadziei (City of Hope) jako Levonne
- 1991: Milczenie owiec (The Silence of the Lambs) jako Barney Matthews
- 1992: Freejack (1992) jako Orzeł
- 1993: Money for Nothing jako Madigan
- 1993: Sommersby jako Joseph
- 1994: Kocham kłopoty (I Love Trouble) jako szef policji
- 1995: Współlokatorzy (Roommates) jako profesor Martin
- 1996: Głupole (The Stupids) jako Lloyd
- 1996: Matka noc (Mother Night) jako Robert Sterling Wilson/Czarny Führer
- 1996: Żona bogatego mężczyzny (The Rich Man's Wife) jako detektyw Ron Lewis
- 1997: Julian Po jako szeryf Leon
- 1997: Biały aligator (Albino Alligator) jako agent Marv Rose
- 1998: Jadedjako Henry Broker
- 1999: A Little Inside jako Tom Donner
- 1999: Afera Thomasa Crowna (The Thomas Crown Affair) jako detektyw Paretti
- 1999: Zabójczy warunek (Oxygen) jako Phil Kline
- 2000: Dla forsy (Where the Money Is) jako ochroniarz
- 2001: The Sleepy Time Gal jako Jimmy Dupree
- 2001: Hannibal jako pielęgniarz Barney Matthews
- 2001: Spadaj na ziemię (Down to Earth) jako Whitney Daniels
- 2001: Trzynaście rozmów o tym samym (Thirteen Conversations About One Thing) jako Richard 'Dick' Lacey
- 2002: Showtime jako kpt. Winship
- 2002: Czerwony smok (Red Dragon) jako Barney Matthews
- 2003: Generałowie (Gods and Generals) jako Jim Lewis
- 2004: America Brown jako trener Bryant
- 2004: Autostrada grozy (Highwaymen) jako Will Macklin
- 2004: Agenci bardzo specjalni (White Chicks) jako szef Elliott Gordon
- 2004: Messengers jako Tom Mabry
- 2004: Crutch jako Jerry
- 2004: The Cookout jako Jojo Andersen
- 2004: W doborowym towarzystwie (In Good Company) jako Corwin
- 2006: Premium jako Phil
- 2007: Jagodowa miłość (My Blueberry Nights) jako Travis
- 2008: Meet the Browns jako L.B.
- 2009: Naciągacze (Splinterheads) jako Pope
- 2009: Adam jako Harlan
- 2009: Asystent wampira (Cirque du Freak: The Vampire's Assistant) jako Rhamus Twobellies
- 2009: For Sale by Owner jako Gene Woodman
- 2009: Breaking Point jako sędzia Green
- 2011: Mayor Cupcake jako Lenny Davis
- 2012: Anioły i kowbojki (Cowgirls 'n Angels) jako Augustus
- 2013: Tio Papi jako Gilly
- 2014: Assumption of Risk (2014) jako dr Paulson
- 2014: Away from Here jako Carl
- 2014: Clipped Wings, They Do Fly jako Mayor Goode
- 2017: The Sounding jako Roland
- 2017: The Case for Christ jako Joe Dubois

### seriale TV
- 1983: The Edge of Night jako Ralph Pettibone
- 1985: Search for Tomorrow jako Willard Clovis
- 1985: Kate i Allie jako detektyw
- 1987: McCall jako Zudo
- 1990: Prawo i porządek jako Lester Crawford
- 1995: Langoliery jako Don Gaffney
- 1996: Oblicza Nowego Jorku jako kapitan Wilton
- 1997: Oz jako Cornelius Keane
- 1997–98: Cosby jako Ron
- 1998: Walka o przetrwanie jako Ray Peterson
- 1998–99: Wszystkie moje dzieci jako Frank Dawson
- 2001: Zawód święty Mikołaj jako Dwayne
- 2002–2008: Prawo ulicy jako Ervin H. Burrell
- 2007–2008: Prawo i porządek: sekcja specjalna jako Tom Nickerson
- 2008: Poślubione armii jako generał Baxter
- 2008–2012: Tylko jedno życie jako Richard Evans
- 2009: Chirurdzy jako William Bailey
- 2010: Magia kłamstwa jako Teddy
- 2010: Zaprzysiężeni jako Jeffords
- 2010–2015: Żona idealna jako Jeremiah Easton
- 2013: Elementary jako sędzia Brewster O'Hare
- 2013: Chirurdzy jako William Bailey
- 2013–2016: Banshee jako Sugar Bates
- 2014: Unforgettable: Zapisane w pamięci jako major Beverly
- 2014: The Black Box jako Wade
- 2014: Forever jako
- 2016: Luke Cage jako Henry 'Pop' Hunter
- 2017: Sprawa idealna jako Jeremiah Easton
- 2018: Chirurdzy jako William Bailey
- 2018: Hawaii Five-0 jako Leroy Davis
- 2019: The Village jako Ron